# 阿根廷音像製品協會
阿根廷音像製品協會（西班牙語：Cámara Argentina de Productores de Fonogramas y Videogramas）是於1986年7月1日建立的阿根廷非營利音樂協會，總部設立在布宜諾斯艾利斯。協會屬於非營利組織，是國際唱片業協會的成員，負責製作阿根廷音樂排行榜和唱片認證，並管理国际标准音像制品编码。

## 外部連結
- 官方网站